# Сталінські командос. Українські партизанські формування, 1941–1944 рр.
«Сталінські командос. Українські партизанські формування, 1941—1944 рр.» — наукове видання, монографія історика із Санкт-Петербурга Олександра Гогуна. Книга витримала два видання в Росії (російською) і одне в Україні (українською).

## Історія
Вперше вийшла російською мовою в Москві в 2008 накладом 5000 примірників: Гогун О. С. Сталінські командос. Українські партизанські формування. Маловивчені сторінки історії. 1941—1944. (рос. Сталинские коммандос. Украинские партизанские формирования. Малоизученные страницы истории. 1941-1944) — Москва: Центрполіграф, 2008. — 477 с., ISBN 978-5-9524-3848-4
Книга була перевидана російською мовою в Росії в 2012 з назвою рос. «Сталинские коммандос. Украинские партизанские формирования 1941-1944» у видавництві «Российская политическая энциклопедия» в серії «История сталинизма».
В перекладі українською книга вийшла в 2014 накладом 1000 з такими реквізитами: Гогун Олександр. Сталінські командос. Українські партизанські формування, 1941—1944 рр. / переклад Катерина Демчук. — Київ: «Наш Формат». — 2014. — 504 с. — іл., ISBN 978-966-97425-4-4
Написання монографії фінансово підтримали Фонд Конрада Аденауера, Центр досліджень Голокосту і геноциду університету Амстердама, фонд Ґерди Генкель (Gerda Henkel Stiftung, Düsseldorf), Інститут українських студій Гарвардського університету (HURI), Центр прогресивних досліджень Голокосту Американського державного музею-меморіалу Голокосту (USHMM), а також Міжнародний інститут досліджень Голокосту (Яд Вашем).
Переклад українською фінансово підтримав Інститут українських студій Гарвардського університету (HURI).

## Анотація
Анотація до українського видання: 
| Путінські операції проти України деякою мірою скопійовані зі зразків 1940-х років. Безоглядне застосування тактики випаленої землі, умисне провокування окупантів до репресій проти мирних жителів, спалення своїх же сіл, хаотичний збір у населення «продподатку», що доповнювались розбоєм, пияцтвом, розпустою й насильством, братовбивчі внутрішні конфлікти, вживання допінгу, оперативне використання бактеріологічної зброї і, нарешті, людоїдство – все це було не випадковим наслідком масового кровопролиття і не спонтанною «народною відповіддю» на жорстокість нацистського панування, а закономірними проявами малої сталінської війни на винищення. Ця книга розповідає про історичне підґрунтя протистояння 2014 року в Україні. |

## Джерельна база
Український військовий історик Олег Романько у своїй рецензії до російського видання писав:
| Автор залучив та критично переосмислив усі наявні у відкритому доступі праці, починаючи з 1950-х рр. і до видань 2007 р. Крім досліджень російських та українських істориків, у книзі О. Гогуна також представлено широкий спектр монографій із проблеми, виданих англійською, німецькою, польською мовами. Аналіз праці дає уявлення про значну кількість джерел, залучених автором. Для розкриття поставлених перед собою завдань він використав опубліковані документи й матеріали, мемуарну літературу, періодичні видання, а також фонди 12 українських, російських, німецьких і польських архівів. |

## Структура книги
Автор виділив у своєму дослідженні сім розділів (подається за виданням 2014 року).
1. Організація партизанських загонів України у 1941—1944 рр. і керівництво ними
2. Короткий огляд історії радянської партизанської війни в Україні
3. Основні напрями діяльності червоних партизанів
4. Особовий склад партизанських формувань
5. Проблемні питання історії радянської партизанської війни
6. Дисциплінарні порушення в партизанських загонах
7. Внутрішні конфлікти в партизанських структурах